# Перевал Семи
Перевал Семи (груз. სემის უღელტეხილი) — горный перевал в южном отроге Главного Кавказского хребта, отходящим от вершины Тихтенген.
Перевал соединяет ледники Китлод и Цанери. Высота его составляет 3769 м. Категория сложности по классификатору 2А.
Название перевала, по одной из версий, переводится со сванского как «третий» или «тройной» и связано с тем, что для прохождения из ущелья Чегема в ущелье Безенги необходимо пройти подряд три перевала: Китлод, Семи, Верхний Цаннер (на этом пути перевал Семи является средним). Согласно другой версии перевал получил своё название в честь семи советских альпинистов, которые прошли его в 1929 году.